# Lluís de Castellví i de Vilallonga
Lluís de Castellví i de Vilallonga   (Tarragona, 1840 - Barcelona, 24 de setembre de 1918) fou un militar català, capità general de València en 1910.
Era fill de Josep-Antoni de Castellví de Bellet, alcalde de Montblanc, regidor de Tarragona, corregidor de Barbastre i veterà de la guerra del francès. El 1858 va ingressar a l'Escola d'Estat Major i el 1865 fou destinat a Cuba, on fou cap de l'Estat Major a la Guerra dels Deu Anys i participà en els combats de Laguna de la Mata i Mercedes. El 1871 fou condecorat amb la creu de Segona Classe al Mèrit Militar i ascendit a coronel per la seva acció a Cienfuegos.
El 1874 va tornar a la Península i lluità a la tercera guerra carlina en les accions de Capellades, Berga, Igualada i Vic. Per la participació en la presa d'Olot va rebre la comanadoria de l'Orde de Carles III i per participar en la presa de la Seu d'Urgell va rebre l'Orde d'Alfons XII. En 1884 fou capità general de Castella la Nova i en 1888 fou ascendit a brigadier. Després governador del castell de Montjuïc i de la província d'Osca. Pel seu paper en la repressió de la vaga general de 1890 a Barcelona fou nomenat cap de l'Estat Major a la Capitania general de Barcelona. Ocupant aquest càrrec fou ferit en l'atemptat contra el general Martínez Campos el 24 de setembre de 1893 realitzat per Paulí Pallàs i Latorre, qui seria executat per aquesta acció. En 1896 fou ascendit a general de divisió i el 1902 fou governador militar de Barcelona. El 1908 fou ascendit a tinent general i en 1910 fou breument capità general de València. Després de passar a la reserva es va establir a Barcelona, on va morir el 24 de setembre de 1918